# Harald Baumgartner
Harald Baumgartner (* 17. August 1961 in Linz) ist ein österreichischer Politiker (SPÖ) und Gemeindebediensteter. Er war von 2014 bis 2015 Abgeordneter zum Oberösterreichischen Landtag.

## Leben
Nach seiner Geburt in Linz besuchte Baumgartner zwischen 1967 und 1971 die Volksschule Reichenthal. Danach setzte er seine Ausbildung zwischen 1971 und 1975 an der Hauptschule Reichenthal fort. Er erlernte zwischen 1976 und 1980 den Beruf des Koches sowie des Kellners, erlitt jedoch bei einem schweren Autounfall in Bad Leonfelden Brüche des 12. Brust- und des 1. Lendenwirbels, wodurch es bei ihm zu einer kompletten Querschnittlähmung kam. In der Folge absolvierte er von 1982 bis 1983 eine Ausbildung als Bürokaufmann und Buchhalter am BBRZ in Linz. Seit November 1983 arbeitet er als Gemeindebediensteter in der Gemeinde Reichenthal. Neben seinem Beruf engagiert sich Baumgartner sozial und übernahm mehrfach die Funktion eines Sachwalters. Er trat 1990 zudem der Sozialdemokratischen Partei Oberösterreichs bei und übernahm 1997 das Amt des Fraktionssprechers im Gemeinderat von Reichenthal.
Ab dem 23. Jänner 2014 war Harald Baumgartner Abgeordneter zum Oberösterreichischen Landtag. Mit dem Wechsel von Gertraud Jahn in die Oberösterreichische Landesregierung rückte Baumgartner in den Oberösterreichischen Landtag nach, wo er am 23. Jänner 2014 als Abgeordneter angelobt wurde. Er war Mitglied des Kontrollausschusses, des Petitions- und Rechtsbereinigungsausschusses sowie des Umweltausschusses und nahm innerhalb des SPÖ-Landtagsklubs die Funktion des Bereichssprechers für Behindertenwesen und Umwelt wahr.
Für die Landtagswahl in Oberösterreich 2015 wurde Baumgartner von der SPÖ-Bezirksorganisation Urfahr-Umgebung nur auf den vierten Platz gereiht. Sein Wiedereinzug nach der Landtagswahl war damit ungewiss.
Baumgartner ist verheiratet und Vater zweier Töchter (* 1990 bzw. 1995).